# Déli-sziget
A Déli-sziget (angolul South Island, maoriul Te Wai Pounamu) Új-Zéland két fő szigete közül a nagyobbik, míg a másik, az Északi-sziget a népesebb. Észak felől a Cook-szoros határolja, nyugat felől a Tasman-tenger, délről és kelet felől pedig a Csendes-óceán. A Déli-sziget területe 150 437 négyzetkilométer, éghajlata mérsékelt.
A Déli-szigetet időnként a „szárazföldnek” is szokták hívni. Területe 33%-kal nagyobb, mint az Északi-szigeté, azonban Új-Zéland 4,4 millió fős teljes lakosságának csak 23%-a él itt. Az európaiak bevándorlásának korai időszakában elsősorban a Déli-szigeten telepedtek meg az óhazából érkezők, köszönhetően az 1860-as évekbeli aranyláznak. Az Északi-sziget lakossága csak a 20. század elejére haladta meg a Déli-szigetét, és 1911-ben már 56%-ot tett ki a teljes ország népességéből. A népesség és a vállalkozások észak felé terjedése az egész évszázad során folytatódott.

## Elnevezése és nevének használata
Bár a szigetet már hosszú ideje Déli-szigetként ismerték, az Új-zélandi Földrajzi Bizottság úgy találta, hogy az Északi-sziget mellett ennek sincs hivatalos neve. A bizottságnak szándékában áll a Déli-sziget elnevezést hivatalossá tenni a maori földrajzi névvel, mint alternatívával egyetemben. Bár a maorik körében számos elnevezés van használatban a szigetre, ugyanakkor a Maori Nyelvészeti Tanács tanácsnoka, Erima Henare úgy látja, hogy a Te Wai Pounamu a legjobb választás. A sziget Te Waka a Māui néven is ismert, aminek jelentése a Māui kenuja.
A 19. században egyes térképeken New Munster, illetve Middle Island néven jelölték a Déli-szigetet, míg a Déli-sziget, illetve a New Leinster sziget elnevezést a mai nevén Stewart Island/Rakuira elnevezésű szigetre használták. 1907-ben a területért felelős miniszter utasítást adott a Land and Survey Department számára, hogy a továbbiakban ne használják a Middle Island elnevezést. Ekkortól kezdve a Déli-sziget földrajzi név vált a hivatalosan elfogadottá. Az angol nyelvben Új-Zéland két fő szigetének leírásakor mindig eléjük kell tenni a the névelőt. Ennek következtében angolul a szigetek nevének mindig a the North Island, illetve a the South Island alakban kell állniuk. A szigeteken lévő dolgokra az angol inkább az „in” prepozíciót használja nem az „on”-t.

## Földrajza
A Déli-sziget alkotja Új-Zéland nagyobbik részét a maga 150 437 km²-es területével, amelyen nagyjából az új-zélandiak egy negyede él. A sziget a 12. legnagyobb sziget a világon. Az észak-déli irányban húzódó Déli-Alpok hegyvonulat két részre osztja a szigetet. A hegység legmagasabb pontja a 3754 méter magas Aoraki/Mount Cook. A Déli-szigeten 18 olyan hegycsúcs található, amelyeknek a tengerszint feletti magassága meghaladja a 3000 métert. A Canterbury-síkság a sziget keleti felén található. A sziget nyugati fele híres sziklás partvidékeiről, dús bozótjairól, valamint a Fox-gleccser és a Ferenc József-gleccser is itt található.

### Éghajlat
A Déli-sziget éghajlata többnyire mérsékelt. A sziget középhőmérséklete 8 °C. A január és a február a két legmelegebb hónap, míg a július a leghidegebb. 1973. február 7-én Rangiora térségében mérték a legmagasabb nappali csúcshőmérsékleti értéket, amikor a hőmérő higanyszála 42,4 °C-ot mutatott. A Déli-szigeten a leghidegebb hőmérséklet -21,6 °C volt, amit Ophirban mértek.
A csapadékmennyiség élesen elkülönül a sziget különböző pontjain. West Coast térségében szélsőségesen csapadékos az időjárás, míg a Mackenzie-medencében mérsékelten száraz időjárási viszonyok uralkodnak. A nyugati partvidéken az éves csapadékösszeg elérheti az 1600 millimétert is, míg a Mackenzie-medence vidékein mindössze 600 mm csapadék szokott hullani éves szinten. A Déli-sziget legszárazabb városa Christchurch, ahol mindössze 640 mm az éves csapadékmennyiség. A sziget déli és délnyugati részein hűvösebb és felhősebb az éghajlat, ennek következménye, hogy itt évente mindössze 1400-1600 órán keresztül süt a nap, miközben az északi és a keleti részeken 2400-2500 órán át.

## Történelem

### Európai hódítások
Az első európaiak, akik elérték a Déli-szigetet, a felfedező Abel Tasman Heemskerck és Zeehaen nevű hajóinak legénysége volt. 1642 decemberében Tasman kikötött a sziget északi végénél lévő Golden Baynél, amelyet ő Moordenaar's Baynek nevezett el, ennek jelentése a "Gyilkos-öble", mielőtt továbbhajózott volna Tonga felé északi irányban az egyik maorikkal való összecsapást követően. Tasman papírra vetette a két fő sziget nyugati partvonalának vázlatát. Staten Landtnak nevezte el a szigeteket, Hollandia főkormányzója után, és ez a név szerepelt a vidékről szóló első térképein is. Holland térképészek később a latin Nova Zeelandia névre változtatták, a holland Nieuw Zeelandról, amit a holland Zeeland tartomány után neveztek el. Később aztán James Cook kapitány anglicizálta a kifejezést New Zealandra, aki az HMS Endeavour fedélzetén Tasman után 100 évvel láthatta meg a szigeteket (1769–1770-ben).
Az első európai település a Déli-szigeten Bluff volt, melyet James Spencer alapított 1823-ban, aki a waterlooi csata veteránja volt.
1827 januárjában Jules Dumont d’Urville francia felfedező érkezett meg a Tasman-öbölbe Astrolab nevű corvettjének fedélzetén. A Tasman-öböl számos látnivalóját d'Urville után nevezték el, beleértve a d'Urville-szigetet, a French Passt és a Torrent-bayt.

### Francia törekvések
Francia írók és politikusok éveken át szorgalmazták azt az elképzelést, hogy nem szabad hagyni, hogy a britek kizárólagos jogot szerezzenek Új-Zélandra. Néhányan úgy vélték, hogy amennyiben a britek megszerzik az Északi-szigetet, akkor a franciáknak már nem kellene több ok arra, hogy ne gyarmatosítsák a Déli-szigetet. Amikor a francia bálnavadászflotta Új-Zéland környéki vizeken aratott sikereiről az 1838-as szezonban megérkeztek a hírek Franciaországba 1839-ben, egy visszafogott kereskedelmi projekttel bővítették, amelynek nem titkolt célja volt egy hatékony francia gyarmatosítás.

### Európai települések
Amikor 1840-ben Új-Zélandot annektálták a Brit Birodalomba, akkor a Déli-sziget rövid ideig hivatalosan Új-Dél-Waleshez tartozott. Ez az egyesítés volt a britek válasza a franciák gyarmatosítási törekvéseire a Déli-szigeten, Akoránál és az Új-Zéland Társaság törekvéseire, akik Wellingtonnál el akartak különíteni és létre akartak hozni egy különálló gyarmatot, ezért William Hobson főkormányzó kinyilvánította Britannia szuverenitását Új-Zéland egésze felett, 1840. május 21-én (az Északi-szigetet szerződés által, míg a Déli-szigetet felfedezésének jogán).

A Déli-Szigetek függetlenségi mozgalmának zászlaja

1843. június 17-én a maori őslakosok és a britek összecsaptak Wairau közelében, amely a wairaui zendülés néven vált ismertté. A legrégebbi dokumentumokban még mint wairaui mészárlás szerepel, amely az első komolyabb incidens volt a szemben álló felek közt a waitangi szerződés megkötése óta és egyben az egyedüli, amelynek a Déli-sziget volt a helyszíne. Négy maori életét vesztette és hárman megsebesültek, miközben az európaiak oldaláról 22 halott és öt sebesült volt az összecsapás kimenetele. Tizenkét európait agyonlőttek, vagy agyonvertek az őket üldöző maorik, miután megadták magukat.
Az Otago település, melyet a Free Church of Scotland szponzorált először 1848 márciusában öltött konkrét formát, amikor két bevándorlókkal teli hajó, a John Wickliffe és a Philipp Laing kötött ki, amelyek Greenockból érkeztek. William Cargill százados, a félszigeti háború veteránja lett a gyarmat első vezetője. Az otagói választópolgárok később megválasztották őt Otago tartomány főfelügyelőjének.
Miközben az Északi-szigetet felbolydították az új-zélandi területszerzési háborúk az 1860-as, 1870-es években, aközben a Déli-sziget csekély lélekszámú maori őslakosságával viszonylag békés maradt. 1861-ben aranyat fedeztek fel Gabriel's Gullynál, Central-Otagóban, amelynek okán kitört az aranyláz. Dunedin vált az ország leggazdagabb városává, és számos település nehezményezte az Északi-szigeten tomboló háborúk finanszírozását. 1865-ben a Parlament szavazásra bocsátotta a Déli-sziget függetlenné válására vonatkozó törvénytervezetet, ám azt 31:17 arányban leszavazták.
Az 1860-as években több ezer kínai férfi érkezett bevándorlóként, hogy munkát vállaljon a Déli-sziget aranymezőin. Bár az első kínai bevándorlókat az Otago Tartományi Kormányzat hívta be, azok hamarosan a fehér telepesek rosszindulatának célpontjaivá váltak, emiatt olyan törvényeket hoztak, melyek elriasztották a kínaiakat Új-Zélandra vándorlástól.
A sziget sajátos identitással bír Új-Zélandon belül. Még külön függetlenségi mozgalom is működik a szigeten, de viszonylag szűk tagsággal.

## Földrengések a közelmúltban

### A 2010–2011-es földrengések
2010. szeptember 4-én hajnali 4:35 perckor 7,1-es erősségű földrengés rázta meg Új-Zéland Déli-szigetét. A földrengés tíz kilométeres mélységben pattant ki, és nem járt emberi áldozatokkal.
Az epicentrum Christchurchtől 40 kilométerre nyugatra volt és 10 kilométerre Darfieldtől délkeletre. Néhány szennyvíztisztító üzem megsérült és több helyen a víz és gázvezetékek eltörtek és a város 75%-án megszűnt az áramellátás. A közműszolgáltatások nélkül maradt városban a Christchurch kórházban áramtermelő generátorokkal oldották meg a szükséges áramellátás biztosítását a földrengés következményeként.
Délelőtt 10:16 perckor helyi szükségállapotot hirdettek a városban és még aznapra tervbe vették a lakosság kitelepítését egyes városrészekből. Christchurch városközpontjából az embereket evakuálták és a város üzleti központja is 5-éig zárva maradt. Szeptember 4-én este 7 órától szeptember 5-én reggel 7 óráig kijárási tilalmat vezettek be a városban. Az új-zélandi hadsereg egységeit kivezényelték a helyi rendőrség megerősítésére és a kijárási tilalom betartatására. A városban minden iskolát bezárva tartottak 8-áig.
A Christchurch nemzetközi repülőtér zárva tartott 13:30-ig, amíg a szakemberek le nem ellenőrizték a kifutópálya állapotát.
A földrengés széles körzetben okozott pusztítást és áramkimaradásokat. Az első lökést követő 48 órában 63 utórengést érzékeltek a műszerek, melyek közül három 5,2-es erősségű volt. A christchurchi lakosok bejelentései alapján elsősorban ez épületek kéményeiben, illetve azok tetőszerkezetében, valamint számos téglafalban esett kár. Az Új-Zélandi Államkincstár becslései alapján a földrengés okozta biztosítási kár elérte a 11 milliárd új-zélandi dollár értéket.

### A 2011. februári rengés
2011. február 22-én 12:51 perckor 6,3-es erősségű utórengés rázta meg a szigetet, amelynek központja Lyttelton északra, a város alatt öt kilométerrel, Christchurch városától 10 kilométernyire volt. Bár magnitúdója alapján alacsonyabb erősségűnek számít ez utóbbi rengés, ám mivel a felszínhez közelebbi rétegekben pattant ki, ezért pusztítása súlyosabb volt, mint az előző földrengésé. A károk korai felmérései azt mutatták, hogy a város üzleti negyedében lévő épületeknek legalább az egyharmadát le kell majd bontani.
A 2010. szeptemberi földrengéssel szemben ez a mostani a kora délutáni órákban történt egy forgalmas hétköznapon. Ez, valamint a földrengés epicentrumának közelsége hozzájárult ahhoz, hogy a 2011. februári földrengésben 181-en vesztették életüket.
Ez az esemény volt az első olyan vészhelyzet, amikor állami szintű szükségállapotot vezettek be Új-Zélandon. Számos épület és helyi látnivaló súlyos károsodást szenvedett, beleértve az ikonikusnak számító „Shag rock”-ot, vagy más néven Rapanui Rockot és a Christchurch Cathedralt is.
A nemzetközi szervezetek felajánlásai a tragédia után gyorsan megtörténtek. A Városi Kutató és Mentőcsapat tagjai hamarosan a helyszínre érkeztek. Ausztrália, az Egyesült Államok, Kína, Szingapúr, Nagy-Britannia, Tajvan és Japán mentőosztagokat küldtek a helyszínre.
Az Új-Zélandi Királyi Haditengerészet is hamarosan a helyszínre érkezett. Az HMNZS Canterbury hadihajó, amely a földrengés kirobbanásakor Lyttelton kikötőjében állomásozott, részt vett a lakosság ellátásában, többek közt meleg étel biztosításával.
A nemzetközi repülőtér kifutópályájának felülvizsgálata után megállapították, hogy az jó állapotban maradt. Az Air New Zealand megnövelte az országon belüli repülőjáratok számát Christchurch, Auckland és Wellington között. Egy héttel a tragédia után 2011. március 1-jén 12:51 perckor Új-Zéland szerte két perces néma csönddel emlékeztek meg a katasztrófa áldozatairól.

### 2011. júniusi rengések
2011. június 13-án helyi idő szerint délután 1:00-kor Christchurch városát egy 5,7-es utórengés rázta meg, melyet délután 02:20 perckor egy 6,3-as erősségű utórengés követett. A rengések epicentruma a februárihoz hasonlóan mintegy 6 kilométeres mélységben pattant ki. Tucatnyi utórengés követte a tizenharmadikai rengéseket, melyek közül többnek az erőssége meghaladta a 4-es erősséget.
A város egyes külső részein áram- és telefonszolgáltatás nélkül maradtak a lakók. Számos városlakó önszántából hagyta el a várost a rengések hatására. A már eddig is forgalom elől elzárt belső üzleti negyedben további épületek rongálódtak meg és további 75 épület elbontását tették kötelezővé a belvárosban. A többi megrongálódott épület közt volt a már így is súlyosan megrongálódott Christchurch Cathedral, amelynek most megsemmisült díszes rózsaablaka is, amelynek következtében egyre valószínűtlenebbé vált az épület majdani rekonstrukciója.
Számos ember sérült meg a földrengés következtében, miközben egy ember életét vesztette.

## Népesség
Összevetve az Északi-szigettel, a Déli-szigeten jóval kevesebben élnek és részben emiatt, részben a sziget területe miatt a népsűrűség jóval alacsonyabb, mint északi szomszédjánál. A 2001-es népszámlálás adatai alapján a népesség 91%-a vallotta magát európai származásúnak, ami Új-Zéland teljes népességének 80,1%-át teszi ki. Az Új-Zélandi Statisztikai Hivatal előrejelzése szerint a Déli-sziget lakossága 0,6%-kal fog növekedni évente, amelynek következtében 2011-ben 1 047 100 fő lett a lakosság, 1 080 900 fő 2016-ban, 1 107 900 fő lesz 2021-ben, 1 130 900 fő lesz 2026-ban és 1 149 400 fő lesz 2031-ben.

## Közigazgatási beosztás

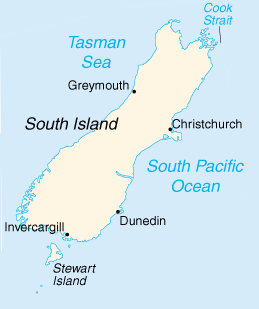
A Déli-sziget főbb települései

### Önkormányzati régiók
Hét darab önkormányzati régióra osztható fel a Déli-sziget, valamint a szomszédos vizek és a kisebb szigetek. Ebből négy darab választott regionális tanács és három területi kormányzat van. Ez alól van egy darab kivétel, Nelson City, melyet önálló területi kormányzat irányít a Tasman régióban. A Chatam-szigeteki Tanácsot gyakran önálló önkormányzattal rendelkező közigazgatási egységnek tekintik, jóllehet, közigazgatásilag Canterbury régió részét képezi.

### Területi hatóságok
A Déli-szigeten 23 területi hatóság működik, melyből 4 városi tanács, illetve 19 kerületi tanács működik.

## Politikai pártok
Az alábbi listában szerepelnek mindazon politikai szervezetek, amelyeknek a székhelye a Déli-szigeten található:
- Aotearoa Legalise Cannabis Party (Aotearoa Legalizálják a Marihuánát Párt)
- Imperial British Conservative Party (Birodalmi Brit Konzervatív Párt)
- National Democrats Party (Nemzeti Demokrata Párt)
- New Munster Party (New Munster Párt)
- New Zealand Democratic Party (Új-zélandi Demokrata Párt)
- New Zealand Progressive Party (Új-zélandi Progresszív Párt)
- South Island Party (NZ Déli-sziget Párt)

## Fordítás
Ez a szócikk részben vagy egészben  a   South Island című angol Wikipédia-szócikk ezen változatának fordításán alapul.  Az eredeti cikk szerkesztőit annak laptörténete sorolja fel. Ez a jelzés csupán a megfogalmazás eredetét és a szerzői jogokat jelzi, nem szolgál a cikkben szereplő információk forrásmegjelöléseként.